# Jade Fairbrother
Jade Fairbrother (sinh ngày 19 tháng 10 năm 1986)  là người mẫu Nam Phi, vận động viên thi đấu bikini thể hình, Playboy Playmate của năm, và đại sứ nổi tiếng. Vào tháng 4 năm 2013, Fairbrother quyết định thay đổi sự tập trung nghề nghiệp của mình sang các cơ hội dài hạn khác và thực hiện buổi chụp ảnh chuyên nghiệp cuối cùng vào tháng 4 năm 2013. Sau khi trở thành mẹ vào năm 2014, Fairbrother đã trở lại ánh đèn sân khấu vào năm 2015 với việc bổ sung 'vận động viên bikini thể hình' vào danh sách các danh hiệu của mình.

## Đầu đời
Fairbrother  được sinh ra ở Cape Town, Western Cape, Nam Phi. Cô là một đứa con duy nhất của cha mẹ doanh nhân. Lớn lên, Fairbrother theo học tại trường tư thục Springfield Convent và tham gia vào nhiều hoạt động bao gồm khiêu vũ, tranh luận và viết lách. Cô trúng tuyển vào năm 2004 và sau đó đăng ký vào trường đại học để học Tâm lý học và Tội phạm học.

## Nghề nghiệp

### Làm người mẫu
Sau khi làm mẫu không chính thức ở tuổi trẻ, Fairbrother đã thu hút sự chú ý của công chúng ở tuổi 24 khi cô chụp một bức ảnh ở Nam Phi phiên bản Playboy với tư cách là Hoa hậu Playboy Playmate tháng 9 năm 2011. Sau buổi chụp hình vào tháng 9, cô làm người mẫu cho công ty quần áo New Zealand Ruby  trong buổi trình diễn thời trang đồ lót và đồ bơi. Vào tháng 12 năm 2011, Fairbrother đã quay một quảng cáo truyền hình BMW của Đức.
Vào đầu năm 2012, Fairbrother đã tạo dáng cho quần áo Ty-Rok, Passion Fruit Lingerie  và Uwe Koetter Jewellery. Sau đó vào tháng Hai, cô đã trở thành Người bạn chơi đầu tiên của năm 2012 tại Playboy Nam Phi. Thông báo này được Hugh Hefner đưa ra thông qua một tin nhắn video. Fairbrother đã được giới thiệu trên trang bìa của số báo tháng 3 năm 2012 và đã được trao nhiều giải thưởng bao gồm một chuyến đi đến Playboy Mansion ở Los Angeles, Hoa Kỳ.
Sau danh hiệu Người bạn chơi của năm, cô là một trong những tính năng chính trong chiến dịch quảng cáo quốc gia của Young &amp; Rubicam cho Playboy Nam Phi, với tựa đề: 'Không chỉ là một khuôn mặt ảnh bìa'. Hình ảnh của Fairbrother cũng đã được Playboy Slovenia, Playboy Bồ Đào Nha, Playboy Croatia, Playboy Argentina cũng như Playboy Đức và Playboy France xuất bản trên toàn thế giới. Cô cũng đã xuất hiện và đạt được các danh hiệu Playmate trong Playboy Hungary 'Hoa hậu tháng 11 năm 2012 và Playboy Croatia' Hoa hậu tháng 12 năm 2012 '.